# Персијски ромски језик
Персијски ромски језик се односи на различите арготе које говоре Горбати и блиско сродни народи који се често називају Персијски Роми или Роми централне Азије. Нема доказа о историјској повезаности било које од ових перипатетичких група са Ромима осим чињенице да неки користе неколико речи које су домарског порекла.
Горбати из Авганистана нису идентични разним сортама из Ирана, али су блиско повезане. Основа је локална персијска са много речи које су фонетском манипулацијом учињене неразумљивим, као и великим бројем термина који су семитског, арамејског, хебрејског и арапског порекла. Овај речник потиче од Бану Сасана и суфија и прилично је распрострањен широм исламског света.
Магати је алтернативни назив за Горбате и повезан је са етнонимом народа Мугат, познатим као Лиули у Централној Азији и Јоги у Авганистану. Овај језик из Каисара, близу Фариаба у Авганистану, има неке сличности са арготом заједнице Адургари шеика Мухамедија и са Абдалом у Турској и Гурбетом на Кипру.